# 弗賴爾 (肯塔基州)
弗賴爾（英語：Fryer）是位於美國肯塔基州考德威爾縣的一個非建制地區。

## 地理
弗賴爾所處的海拔為高於海平面118米（即387英呎），而該地所採用的時區為UTC-6，即北美中部時區（CST）。同時該地設有夏令時間，為UTC-6調快一小時，即UTC-5（CDT）。